# La passione
La passione è un film del 2010 diretto da Carlo Mazzacurati. La pellicola, prodotta da Fandango, è stata presentata alla 67ª Mostra internazionale d'arte cinematografica di Venezia, con uscita nelle sale italiane il 24 settembre 2010. Racconta le avventure di un regista autoriale in crisi, interpretato da Silvio Orlando, che si ritrova a dover dirigere controvoglia una rappresentazione della Passione di Gesù in un piccolo paese della Toscana. Nel cast, Orlando è affiancato da Giuseppe Battiston, Marco Messeri, Corrado Guzzanti, Kasia Smutniak, Cristiana Capotondi e Stefania Sandrelli.

## Trama
Roma. Gianni Dubois è un regista da cinque anni in crisi creativa, che mentre si trova nella sua casa in Piazza Annibaliano viene chiamato d'urgenza in Toscana, dove scopre che le vetuste tubature della sua casa (il film è stato girato quasi completamente a Casale Marittimo, ma anche a Montecatini Val di Cecina e in altre zone limitrofe), hanno rovinato la parete dell'edificio adiacente, una chiesa, mirabilmente adornata da un affresco del '500. L'amministrazione comunale locale gli propone un modo per evitare la denuncia alla Soprintendenza dei Beni culturali: dirigere la tradizionale sacra rappresentazione della Passione di Gesù. Contemporaneamente, a Dubois capita l'occasione di rivalsa: la starlette televisiva del momento, Flaminia Sbarbato, ha intenzione di girare un film con lui, ma l'uomo continua a non avere in mente alcuna idea.
Mentre è costretto a restare in paese, viene affiancato da Ramiro, un ex-galeotto che si dimostra bravissimo come aiuto-regista e riesce ad organizzare l'intera rappresentazione. Resta solo un ruolo vacante, quello di Gesù, e l'unica soluzione è Abbruscati, celebrità locale, meteorologo dilettante e attore tanto incapace quanto permaloso. Mentre Ramiro scopre di essere ricercato dalla polizia ed è costretto a scappare dal paese, lo stressato Dubois finisce con il litigare sia con Abbruscati, con il quale viene obbligato dagli organizzatori a scusarsi per il bene della rappresentazione, sia con Flaminia, che non ha accettato il soggetto che il regista ha improvvisato, sia con il produttore il quale rompe i rapporti con lui.
La notte della rappresentazione sembra tutto a posto, ma Abbruscati si fa male ed è impossibilitato a recitare e Dubois sembra ormai arrendersi di fronte a questo fallimento. Ma quando le luci si accendono, al centro della rappresentazione appare il corpulento Ramiro, un Gesù che nonostante il pubblico inizi deridendolo, grazie ai consigli di Dubois, riesce ad offrire una rappresentazione genuina, toccante e applaudita, portandola al successo, anche se alla fine della Passione un violento temporale disperde pubblico e attori, lasciando soli sulle croci Ramiro e i due extra-comunitari ingaggiati nel ruolo di ladroni. Dubois torna infine a casa e mentre è in sosta in un autogrill prende carta e penna e inizia a sviluppare il soggetto del suo nuovo film.

## Produzione
(Carlo Mazzacurati durante la conferenza stampa del film)
Il regista Carlo Mazzacurati ha spiegato che lui stesso si è trovato, suo malgrado, a dirigere una Sacra Rappresentazione, esperienza nella quale è nata l'idea di un film, che ha voluto parlare della paura del blocco creativo per gli artisti, in una situazione di oggi dove «la libertà e il coraggio sono fondamentali, ma non sono sufficienti, e prevalgono gli obiettivi economici». Mazzacurati cita la «sovrapposizione del destino di un "povero Cristo" a quella del Cristo delle rappresentazioni sacre, delle processioni di paese», aggiungendo inoltre che «non vuole essere una riflessione esistenziale sul mestiere del regista, ma un film sulla paura e il panico di quando si perde l'ispirazione, su un attimo di vuoto. È la storia di un blocco e di uno sblocco».
Silvio Orlando ha dichiarato di aver lavorato molto sui silenzi piuttosto che sulle battute, per un ruolo in un film che da sempre aspettava, ossia poetico e che sintetizza sia la commedia che la tragedia. Giuseppe Battiston ha spiegato come condivida con il suo personaggio la paura verso il pubblico, e il suo Ramiro alla fine trovi «la sua sublimazione nell'amicizia che si crea con il regista Dubois». Cristiana Capotondi infine ha raccontato che il suo personaggio non è ispirato a nessuno in particolare, ma nasce dalla visione del mondo della TV dall'esterno.

## Critica
Nicoletta Dose di MyMovies,  e non sola, cita la poca originalità del soggetto, come le scene del cellulare che prende solo in cima ad una scala, già vista in un altro capolavoro di copiatura (Benvenuti al Sud) ma sottolinea il contesto italiano in cui, come al solito, i potenti e arroganti sfruttano i deboli e gli impotenti come Dubois, ma alla fine «il grido ribelle di chi riconosce l'ingiustizia e non vuole tacere riporta tutto ad un senso di rettitudine ammirevole di cui il nostro paese avrebbe tanto bisogno». Anche Fabio Ferzetti de Il Messaggero rileva come venga rappresentata l'Italia, sebbene il film e le gag siano parecchio fiacche. Lietta Tornabuoni de La Stampa lo definisce «commedia amara intelligente e divertente», lodando la recitazione del cast, Alberto Crespi de L'Unità scrive «Film lieve ma delizioso, fatto di frammenti azzeccatissimi, con attori stupendi», e Roberta Ronconi di Liberazione, nonostante un disappunto iniziale, lo premia apertamente, Michela Taddei Saltini de La Nazione,  "...un regista in crisi creativa? ...è forse quello dietro alla cinepresa o quello impersonato da Silvio Orlando?", poca fantasia e una recitazione di poco pregio.

## Curiosità
- Il film è stato girato in Toscana, tra Casale Marittimo, Montecatini Val di Cecina, Montescudaio e Cecina. La scena della crocifissione è stata girata proprio nella torre davanti al Relais Sant'Elena (a Bibbona).
- La colonna sonora di Carlo Crivelli è stata registrata, invece che in studio di registrazione, in Location recording, al Teatro "La Fragolina" di Fossa (AQ), dall'Orchestra "Città Aperta".

## Riconoscimenti
- 2010 - Festival di Venezia
  - Nomination Leone d'oro a Carlo Mazzacurati
- 2011 - David di Donatello
  - Miglior attore non protagonista a Giuseppe Battiston
  - Nomination Migliori costumi a Francesca Sartori
  - Nomination Miglior trucco a Gianfranco Mecacci

- 2011 - Nastro d'argento
  - Miglior attore non protagonista a Giuseppe Battiston
  - Nomination Migliori costumi a Francesca Sartori
- 2011 - BIF&ST
  - Premio Alberto Sordi - Migliore attore non protagonista a Giuseppe Battiston